# قانون الضريبة
قانون الضريبة هو مجال الدراسة القانونية التي تتعامل مع القواعد القانونية والتنظيمية والدستورية والقانون العام المنطبق على الضرائب، وهي الطريقة التي تحصل بها الحكومة المعاملات الاقتصادية.
يمكن تعريف القانون الضريبي بأنه فرع من فروع القانون العام يغطي جميع القواعد القانونية المتعلقة بالضرائب. وهذا يعني الأشخاص الطبيعيين والأشخاص الإعتباريين بما فيها المؤسسة المالية للدولة والتعبير عن السياسات الإقتصادية والاجتماعية.